# M. Athalie Range
M. Athalie Range (Mary Athalie Wilkinson; 7 de noviembre de 1915 en Key West, Florida - 14 de noviembre de 2006 en Miami, Florida) fue una política y activista de los derechos civiles estadounidense, reconocida por haber sido la primera afroamericana en prestar servicio en la Comisión de la Ciudad de Miami y la primera mujer afroamericana desde la Reconstrucción en dirigir un organismo estatal de Florida, el Departamento de Asuntos Comunitarios. En 1997 fue incluida en el prestigioso Salón de la Fama de las mujeres de Florida por su activa labor en pro de los derechos civiles y políticos de los estadounidenses.
Range falleció el 14 de noviembre de 2006 en Miami, a la edad de 91 años. El parque Athalie Range y el complejo olímpico de natación del mismo nombre fueron bautizados en honor a su memoria.